# Cryptococcus gattii
Cryptococcus gattii — вид базидіомікотових грибів родини тремелових (Tremellaceae). Виокремлений у 2002 році з виду Cryptococcus neoformans.

## Опис
Cryptococcus gattii — це інкапсульовані дріжджі, що поширені, в основному, в тропічному і субтропічному кліматі. Гриб росте у ґрунті, утворює мікоризу з різними дерева. Природно грибок асоціюється з різними видами евкаліптами, проте, у зв'язку з поширенням в інші регіони світу, виявлено утворення мікоризи з іншими деревами, як хвойними так і листяними.

## Епідомологія
C. gattii може викликати у людини легеневий криптококоз, базальний менінгіт і церебральний криптококоз. Грибок вразає шкіру, м'які тканини, лімфатичні вузлм, кістки та суглоби. Інфекції, що викликані C. gattii, найпоширеніші в Папуа-Новій Гвінеї та Північній Австралії. Повідомлялися також про випадки інфікування грибком в Індії, Бразилії, на острові Ванкувер у Канаді, Вашингтоні та Орегоні в США. Повідомляється також про летальні випадки.
Грибок також вражає собак, кішок, вівців, коал і дельфінів. Вражає слизисту носа та лімфатичні вузли.
Інфекція викликається вдиханням спор. Гриб не передається від людини або тварини до людини. Людина з криптококовою хворобою не є заразною. Грибок є небезпечним для людей з ослабленим імунітетом (особливо для людей з ВІЛ): смертність оцінюється в 10-25 % навіть за умови адекватної протигрибкової терапії. У XXI століття в Північній Америці виявлено новий вірулентний штам грибка VGIIc, що може вражати здорових людей.